# Born Naked
Born Naked —en español: 'Nacido desnudo'— es el séptimo álbum de estudio del cantante, compositor, actor y drag queen americano RuPaul. Fue lanzado en iTunes y Amazon a través de RuCo el 24 de febrero de 2014, coincidiendo con la premier de la sexta temporada de RuPaul's Drag Race. El álbum de RuPaul es el que más alto ha escalado posiciones en los charts hasta la fecha, alcanzando el 4.° lugar en la lista de Álbumes Dance/Electrónicos de Billboard. El álbum es una mezcla de electrónica, bounce, rock y tonadas gospel.

## Posicionamiento en listas
Born Naked debutó en el número 85 en la Billboard 200 vendiendo 4000 copias en la última semana de marzo de 2014. Es el álbum de RuPaul que más alto posicionamiento obtuvo, así como su primer posicionamiento en listas desde su álbum debut, Supermodel of the World, que alcanzó el número 109 en 1993. El álbum también debutó en número 4 en la lista de Álbumes Dance/Electrónicos de Billboard, otro hito en su carrera, y en el número 18 en la lista de Álbumes Independientes de Billboard, la primera aparición de RuPaul en esta.  Notablemente, Born Naked también alcanzó el número uno en la lista de Álbumes Dance de iTunes en los EE. UU., también posicionándose en el número 23 en la lista de Álbumes Top.

## Lista de canciones
Créditos adaptados de ASCAP y SESAC.
| N.º | Título                                           | Escritor(es)                                    | Producer(s)  | Duración |  |
| 1.  | «Freaky Money» (featuring Big Freedia)           | RuPaul Charles, Lucian Piane, Freddie Ross, Jr. | Lucian Piane | 3:03     |  |
| 2.  | «Sissy That Walk»                                | Charles, Piane                                  | Piane        | 3:32     |  |
| 3.  | «Geronimo» (featuring Lucian Piane)              | Charles, Piane                                  | Piane        | 3:42     |  |
| 4.  | «Dance With U»                                   | Charles, Piane                                  | Piane        | 3:52     |  |
| 5.  | «Adrenaline» (featuring Myah Marie)              | Charles, Piane                                  | Piane        | 4:32     |  |
| 6.  | «Can I Get An Amen» (featuring Martha Wash)      | Charles, Piane                                  | Piane        | 3:28     |  |
| 7.  | «Fly Tonight» (featuring Frankmusik)             | Charles, Piane                                  | Piane        | 4:08     |  |
| 8.  | «Modern Love»                                    | Charles, Piane                                  | Piane        | 4:49     |  |
| 9.  | «Let The Music Play» (featuring Michelle Visage) | Charles, Piane                                  | Piane        | 3:46     |  |
| 10. | «Born Naked» (featuring Clairy Browne)           | Charles, Piane                                  | Piane        | 3:23     |  |

| iTunes deluxe edition bonus tracks |                                                                     |                                 |                    |          |  |
| N.º                                | Título                                                              | Escritor(es)                    | Producer(s)        | Duración |  |
| 11.                                | «Feel Like Dancin'» (featuring La Toya Jackson)                     | Charles, Piane, La Toya Jackson | Piane              | 2:45     |  |
| 12.                                | «Dance With U» (René Dif Remix)                                     | Charles, Piane                  | Piane, René Dif    | 4:35     |  |
| 13.                                | «Feel Like Dancin'» (Matt Pop Remix) (featuring La Toya Jackson)    | Charles, Piane, Jackson         | Piane, Matt Pop    | 3:54     |  |
| 14.                                | «Can I Get An Amen» (Revolucian Remix) (featuring Martha Wash)      | Charles, Piane                  | Piane              | 3:28     |  |
| 15.                                | «Feel Like Dancin'» (Doot Doot Redo) (featuring La Toya Jackson)    | Charles, Piane, Jackson         | Piane, Jared Jones | 3:18     |  |
| 16.                                | «Feel Like Dancin'» (Jared Jones Remix) (featuring La Toya Jackson) | Charles, Piane, Jackson         | Piane, Jones       | 3:12     |  |

## Posicionamiento
| Lista (2014)                         | Posición más alta |
| ------------------------------------ | ----------------- |
| Álbumes de Canadá                    | 176               |
| US Billboard Dance/Electronic Albums | 4                 |
| US Billboard Independent Albums      | 18                |
| US Billboard Billboard 200           | 85                |

## Historial de lanzamientos
| Región           | Fecha                 | Discográfica | Formato          | Edición  |
| ---------------- | --------------------- | ------------ | ---------------- | -------- |
| En todo el mundo | 24 de febrero de 2014 | RuCo Inc.    | Descarga digital | Estándar |
| En todo el mundo | 5 de mayo de 2014     | RuCo Inc.    | Descarga digital | Deluxe   |